# Xã Beaver Creek, Quận Steele, Bắc Dakota
Xã Beaver Creek (tiếng Anh: Beaver Creek Township) là một xã thuộc quận Steele, tiểu bang Bắc Dakota, Hoa Kỳ. Năm 2010, dân số của xã này là 77 người.